# Chaulla Mayu
Chaulla Mayu ist eine Ortschaft im Departamento Cochabamba im südamerikanischen Andenstaat Bolivien.

## Lage im Nahraum
Chaulla Mayu liegt in der Provinz Arani und ist die zweitgrößte Ortschaft des Municipio Vacas und Nachbarort von Vacas, dem zentralen Ort des Municipios. Die Ortschaft liegt in einem abflusslosen Hochbecken auf einer Höhe von 3486 m am Río Jatun Mayu, der vom Cerro Puca Chanka (3984 m) kommend in die nahegelegene Laguna Parco Khocha (3409 m) fließt.

## Geographie
Chaulla Mayu liegt im nordwestlichen Teil der Cordillera Oriental, der östlichsten Gebirgskette des bolivianischen Hochgebirges. Das Klima der Region ist gekennzeichnet durch ein typisches Tageszeitenklima, bei dem die täglichen Temperaturschwankungen deutlicher ausgeprägt sind als die jahreszeitlichen Schwankungen.
Die Jahresdurchschnittstemperatur liegt bei 12 °C (siehe Klimadiagramm Vacas), die Temperaturen in den Wintermonaten Juni/Juli bei knapp 10 °C und im November/Dezember bei etwas mehr als 14 °C. Der Jahresniederschlag beträgt 550 mm und erreicht in den Sommermonaten von Dezember bis Februar Werte von 100 bis 120 mm, während in den ariden Monaten von Mai bis September nahezu kaum Niederschlag fällt.

## Verkehrsnetz
Chaulla Mayu liegt in einer Entfernung von 83 Straßenkilometern südöstlich von Cochabamba, der Hauptstadt des gleichnamigen Departamentos.
Von Cochabamba führt die asphaltierte Nationalstraße Ruta 7 in südöstlicher Richtung 41 Kilometer bis San Benito, von dort eine unbefestigte Landstraße weiter nach Südosten über Punata nach Arani und weiter über Chaulla Mayu nach Vacas.

## Bildungseinrichtungen
Am Nordrand von Chaulla Mayu befindet sich die „Escuela Superior de Física y Matemáticas Ismael Montes“, eine Hochschule für Physik und Mathematik, außerdem die Schule „Unidad Educativa Copacabana“.

## Bevölkerung
Die Einwohnerzahl der Ortschaft ist in dem Jahrzehnt zwischen den beiden letzten Volkszählungen um etwa ein Drittel zurückgegangen:
| Jahr | Einwohner         | Quelle       |
| ---- | ----------------- | ------------ |
| 1992 | keine Detaildaten | Volkszählung |
| 2001 | 770               | Volkszählung |
| 2012 | 514               | Volkszählung |
| 2024 |                   | Volkszählung |

Die Region weist einen deutlichen Anteil an Quechua-Bevölkerung auf, im Municipio Vacas sprechen 99,3 Prozent der Bevölkerung Quechua.